# Zenge
Zenge (укр. Зенґе) — відеогра-головоломка, розроблена незалежною польською студією Hamster On Coke Games. Вихід гри відбувся 12 квітня 2016 року на мобільні пристрої iOS і Android, а також персональні комп'ютери. На кожному рівні, гравець повинен об'єднати деталі картини, які можна переміщати по лініях і вузлах.
Створенням Zenge займалися незалежні польські розробники Михайло Павловський і Конрад Янушевський. Павловський займався ігровим движком, а Янушевський виступав дизайнером і ілюстратором. Творці хотіли випустити гру, що надає розслабляючий досвід, тому виключили будь-які окуляри, уроки, лічильники ходів і інші відволікаючі фактори. Всього на розробку пішло більше року.

## Ігровий процес
Zangi являє собою головоломку, де гравець повинен об'єднати деталі картини у вигляді шматочків пазла. Кожен рівень складається з ліній вузлів, за якими гравець може переміщати деталі. При переміщенні, деталь потрапляє на наступний вузол, але вона не повинна стикатися з іншою невідповідною деталлю. Тому гравець повинен правильно розподіляти шматки серед вузлів. Деякі лінії ізольовані один від одного, розміщені там фрагменти можна добути, об'єднавши їх з знаходяться поруч відповідним шматком.
Коли гравець об'єднує всі фрагменти, гра показує повну картинку. Зображення є частиною історії, згідно з якою подорожній на ім'я Еон застряг між «заходами, часом» і подорожує в спробі вибратися.
У наступних рівнях вводяться додаткові елементи ігрової механіки, що ускладнюють головоломки. Наприклад деякі вузли дозволяють обертати фрагменти, або повертати їх, також вони можуть виступати порталом для телепортації об'єктів.У грі не можна померти або програти. Рівень вважається пройденим, якщо всі шматки виявляться у відповідному місці, проте мало поставити правильно шматки, необхідно і дотримуватися порядку їх розставлення, так як деякі більші деталі, можуть перекривати шлях до решти частин.

## Сприйняття
Редакція IGN включила Zenge в список дев'яти недооцінених мобільних ігор на Android. Гра отримала змішані оцінки з боку ігрових критиків. Представник TouchArcade залишив позитивну оцінку, помітивши схожість Zenge з настільною головоломкою «Танграм», незважаючи на очевидно просту ігрову механіку, рівні гри швидко ускладнюються на стільки, що навіть цінителю головоломок прядеться напружитися. Критик оцінив художню естетику гри, а також факт того, що гра демонструє одне із зображень при проходженні, що тільки підігріває інтерес у гравця грати далі. Критик також назвав спосіб монетизації гри, що просить невелику ціну за приблизно 70 рівнів без реклами більш, ніж справедливою. Проте рецензент також вказали на очевидний недолік гри, помітивши, що сенсорний екран не завжди реагує на торкання пальців, а гравець ризикує в підсумку застрягти на рівні.
Критик сайту Androidguys зауважив, що Zenge - це приклад того, як можна домогтися створення якісної і красивої гри, не концентруючись на розробці окремих її аспектів, наприклад на хорошій графіці або гідного мультиплеєра. Рецензент зауважив, що гра підкуповує своєю мінімалістською естетикою яскравими тонами, на подобі Monument Valley. Zenge з самого початку дає ясно зрозуміти, що потрібно від гравця, просте управління не вимагає будь-якого навчання. Проте ускладнення сітки і поступове введення нових ігрових механік досить ускладнює гру, щоб вимагати від гравця стратегічного розрахунку.
Представник сайту Tapsmart зауважив, що Zenge нагадує йому міні-головоломки, які можна зустріти в типових іграх «вкажи і клацни». Критик з сарказмом зауважив, що гра ідеально підійде для тих, кому докучають сцени з персонажами і їх історіями. Однак в цілому критик зауважив, що гра виявилася досить посередньою, демонстрація ілюстрацій, це безсумнівно перевага гри, проте це скоріше набір красивих картинок, ніж зрозуміле історія, яка могла б заінтригувати гравця, що стосується художнього стилю, то він типовий для артхаусної мобільних гри, такий, як Monument Valley. Крім іншого, критик визнав головоломки занадто простими.